# Celatoblatta sedilloti
Celatoblatta sedilloti är en kackerlacksart som först beskrevs av Bolívar 1882.  Celatoblatta sedilloti ingår i släktet Celatoblatta och familjen storkackerlackor. Inga underarter finns listade i Catalogue of Life.